# Cantón de La Roquebrussanne
El cantón de La Roquebrussanne era una división administrativa francesa, que estaba situada en el departamento de Var y la región de Provenza-Alpes-Costa Azul.

## Composición
El cantón estaba formado por ocho comunas:
- Forcalqueiret
- Garéoult
- La Roquebrussanne
- Mazaugues
- Méounes-lès-Montrieux
- Néoules
- Rocbaron
- Sainte-Anastasie-sur-Issole

## Supresión del cantón de La Roquebrussanne
En aplicación del Decreto nº 2014-270 de 27 de febrero de 2014, el cantón de La Roquebrussanne fue suprimido el 22 de marzo de 2015 y sus 8 comunas pasaron a formar parte del nuevo cantón de Garéoult.